# Steven Whittaker
Steven Gordon Whittaker (Edimburgo, Escocia; 16 de junio de 1984) es un exfutbolista y entrenador escocés. Jugaba como defensa y fue internacional absoluto por la selección de Escocia entre 2009 y 2016.
Al terminar su carrera como jugador comenzó a ser entrenador. Es segundo entrenador en el Fleetwood Town desde 2022 bajo la dirección de Scott Brown.

## Selección nacional
Ha sido internacional con la selección de fútbol de Escocia en 31 ocasiones.

## Clubes

### Como jugador
| Club                       | País       | Año       |
| -------------------------- | ---------- | --------- |
| Hibernian F. C.            | Escocia    | 2002-2007 |
| Rangers F. C.              | Escocia    | 2007-2012 |
| Norwich F. C.              | Inglaterra | 2012-2017 |
| Hibernian F. C.            | Escocia    | 2017-2020 |
| Dunfermline Athletic F. C. | Escocia    | 2020-     |

### Como entrenador
| Club                             | País       | Año           |
| -------------------------------- | ---------- | ------------- |
| Dunfermline Athletic (Asistente) | Escocia    | 2021-2022     |
| Dunfermline Athletic (interino)  | Escocia    | 2022          |
| Fleetwood Town (asistente)       | Inglaterra | 2022-presente |

## Palmarés

### Campeonatos nacionales
| Título                     | Club            | País    | Año  |
| -------------------------- | --------------- | ------- | ---- |
| Copa de la Liga de Escocia | Hibernian F. C. | Escocia | 2007 |
| Copa de la Liga de Escocia | Rangers F. C.   | Escocia | 2008 |
| Copa de Escocia            | Rangers F. C.   | Escocia | 2008 |
| Premier League de Escocia  | Rangers F. C.   | Escocia | 2009 |
| Copa de Escocia            | Rangers F. C.   | Escocia | 2009 |
| Premier League de Escocia  | Rangers F. C.   | Escocia | 2010 |
| Copa de Escocia            | Rangers F. C.   | Escocia | 2010 |
| Premier League de Escocia  | Rangers F. C.   | Escocia | 2011 |
| Copa de Escocia            | Rangers F. C.   | Escocia | 2011 |